# 1988
1988(천구백팔십팔)은 1987보다 크고 1989보다 작은 자연수다.

## 수학
- 합성수로, 그 약수는 총 12개다. (1, 2, 4, 7, 14, 28, 71, 142, 284, 497, 994, 1988)
  - 1988의 진약수의 합은 2044이므로, 1988은 과잉수다.
- 137 이하의 모든 소수(素數)의 합이다.
- {\displaystyle 57^{5}-1}은 1988로 나누어떨어진다.

## 과학
- NGC 1988(영어판): 황소자리 방향에 있는 항성.

## 문화유산
- 대한민국의 보물 제1988호: 감지은니 범망경보살계품

## 작품
- 《1988(영어판)》: 미국의 래퍼 블루프린트(영어판)의 정규 음반. (2005년 3월 29일 출시)
- 《1988(영어판)》: 오스트레일리아의 가수 아치 로치(영어판)의 컴필레이션 음반. (2009년 11월 출시)

## 기타
- 연도: 1988년, 기원전 1988년
  - 1988년 하계 올림픽은 대한민국 서울에서 개최되었다.

## 같이 보기
- 1000